# Sač

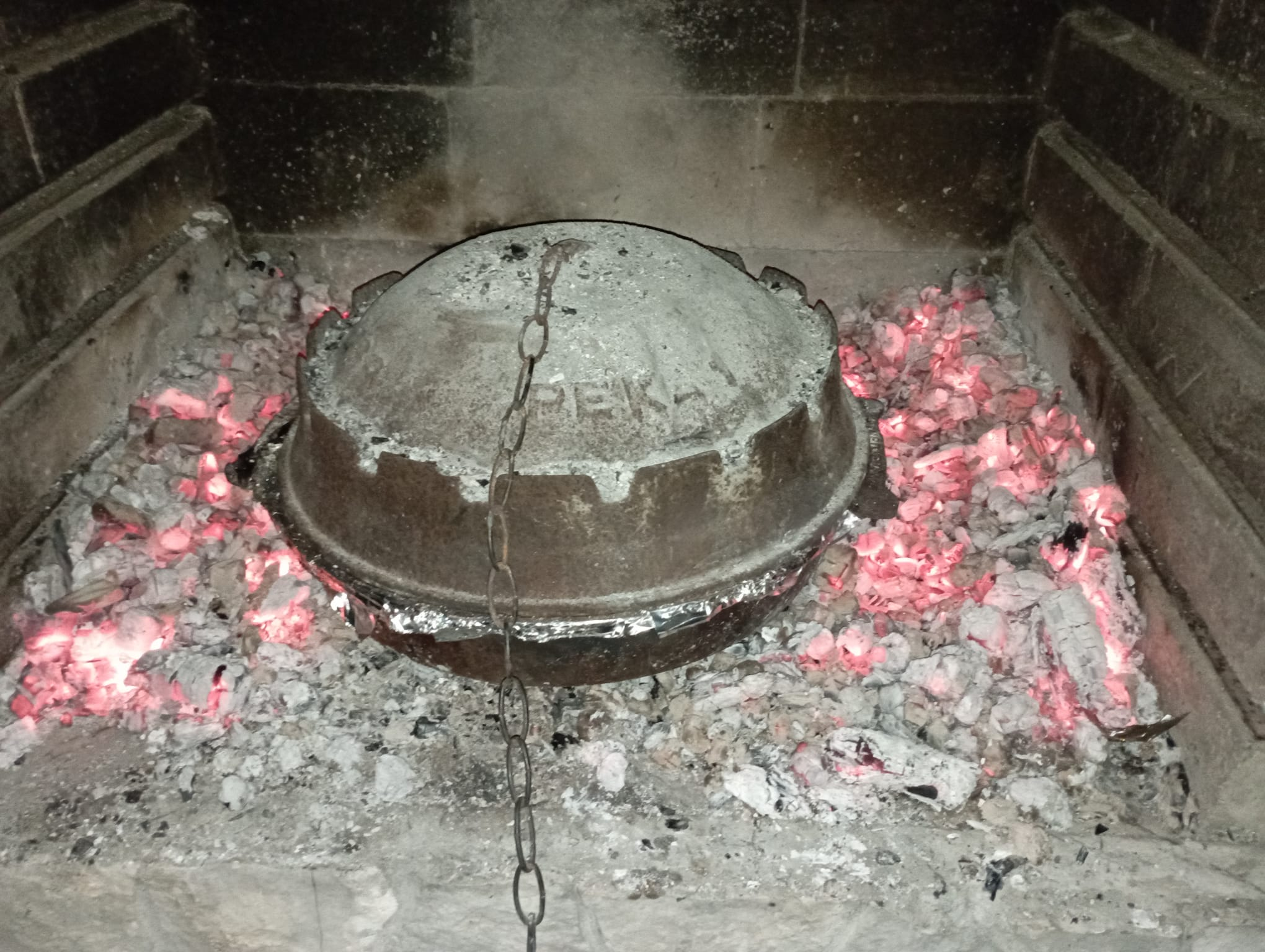
Un sač in Croazia

Il sač (in cirillico: сач?) è un grande coperchio di metallo o ceramica, di forma simile a una bassa campana, col quale vengono coperti l'impasto del pane o varie pietanze da cuocere, e su cui vengono posti carboni ardenti e ceneri. In questo modo i piatti preparati con il sač ricevono una cottura uniforme, venendo riscaldati contemporaneamente da ogni lato, e mantengono la propria succosità.

## Descrizione

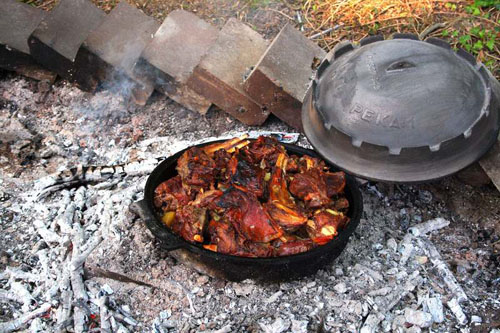
Agnello cotto in un sač in Slovenia

La forma del sač deriva probabilmente dal saj, un utensile metallico curvo utilizzato sul lato convesso per la cottura di forme di pane basso, e con il lato concavo impiegato in modo simile a un wok in Medio Oriente e in molte altre zone dell'Asia, dov'è conosciuto con diversi nomi.
Questo strumento di cottura è usato comunemente in tutta la penisola balcanica: Bulgaria; Bosnia ed Erzegovina; Croazia (dov'è conosciuto come peka); Grecia (dov'è chiamato Παραδοσιακή Γάστρα, Σινί oppure Χάνι); Kosovo; Montenegro; Macedonia del Nord; Serbia; Slovenia. In Romania invece esiste un oggetto simile, chiamato țest; si tratta di un forno di argilla che funziona con lo stesso principio.
L'utilizzo del sač consente una cottura a convezione uniforme, la sua forma a campana permette al vapore di ricircolare, il che fa sì che la carne, il pesce e le verdure rimangano succosi e che le patate e le verdure mescolino i loro sapori con quello della carne. Viene anche utilizzato per cuocere il pane e i prodotti di pasticceria tradizionali come il burek e la pizza. Questo stile di cottura è stato adottato principalmente per le sue specifiche proprietà di esaltazione del sapore, che pernettono al cibo di essere leggermente affumicato.